# Sztancsesd
Sztancsesd románul: Stâncești, település Romániában, Erdélyben, Hunyad megyében.

## Fekvése
Sztancsesdohába mellett fekvő település.

## Története
Sztancsesd' (Stâncești) korábban Sztancsesdohába (Stânceşti-Ohaba) része volt. 1956-ban vált külön településsé 166 lakossal.
1966-ban 172 lakosából 170 román, 2 cigány, 1977-ben 122 román, 1992-ben 124 lakosából 123 román, 1 ukrán, a 2002-es npszámláláskor 114 román lakosa volt.